# Limenitis lativittata
Limenitis lativittata är en fjärilsart som beskrevs av Otto Staudinger 1886. Limenitis lativittata ingår i släktet Limenitis och familjen praktfjärilar. Inga underarter finns listade i Catalogue of Life.